# 完美信息
在經濟學中，完美信息（英語：perfect information）或無隱藏信息（no hidden information）是完全競爭的一個特徵。對於一個信息完美的市場，所有消費者和生產者都對所有的市場價格、自身的效用和自己的成本函數有完整和即時的了解。
在博弈論中，一個序貫博弈在以下情況被稱作具有完美信息：每個玩家在做出任何決定時完美地知道之前發生的所有事件，包括博弈的“初始化事件”（例如，紙牌遊戲中每個玩家的起手牌）。對對手隱藏某些方面的博弈（例如撲克中，手牌對對手隱藏）是不完美信息博弈的示例。
一個重要的點是，完美信息不同於完全信息，完全信息意味著每個參與者的效用函數、收益、策略和“類型”都屬於共有知識。具有完全信息的博弈可能有也可能沒有完美信息。

## 引用
1. ↑  Osborne, M. J.; Rubinstein, A. . . Cambridge, Massachusetts: The MIT Press. 1994. ISBN 0-262-65040-1.
2. ↑  Khomskii, Yurii.  (PDF). 2010  [2022-04-22]. （原始内容 (PDF)存档于2016-09-09）.
3. ↑  Archived at Ghostarchive and the Wayback Machine: . PBS Infinite Series. March 2, 2017. Perfect information defined at 0:25, with academic sources arXiv:1302.4377 and arXiv:1510.08155.
4. ↑  Thomas, L. C. . Mineola New York: Dover Publications. 2003: 19. ISBN 0-486-43237-8.
5. ↑  Osborne, M. J.; Rubinstein, A. . . Cambridge Massachusetts: The MIT Press. 1994. ISBN 0-262-65040-1.